# Jugoslavenska ženska košarkaška reprezentacija
Jugoslavenska ženska košarkaška reprezentacija predstavljala je Jugoslaviju u međunarodnoj ženskoj košarci.

## Ishodi

### Olimpijske igre
- 1976. - nije se kvalificirala
- 1980. -  bronca
- 1984. – 6. mjesto
- 1988. -  srebro

### Svjetska prvenstva
- 1953. – 1957. - nije se kvalificirala
- 1959. – 4. mjesto
- 1964. – 6. mjesto
- 1967. – 6. mjesto
- 1971. – 1979. - nije se kvalificirala
- 1983. – 8. mjesto
- 1986. - nije se kvalificirala
- 1990. -  srebro

### Europska prvenstva
- 1938. – 1952. - nije se kvalificirala
- 1954. – 5. mjesto
- 1956. – 9. mjesto
- 1958. – 4. mjesto
- 1960. – 5. mjesto
- 1962. – 5. mjesto
- 1964. – 7. mjesto
- 1966. – 6. mjesto
- 1968. -  srebro
- 1970. -  bronca
- 1972. – 8. mjesto
- 1974. – 8. mjesto
- 1976. – 5. mjesto
- 1978. -  srebro
- 1980. -  bronca
- 1981. – 4. mjesto
- 1983. – 4. mjesto
- 1985. – 5. mjesto
- 1987. -  srebro
- 1989. – 4. mjesto
- 1991. -  srebro

### Mediteranske igre
- 1951.:
- 1955.:
- 1959.:
- 1963.:
- 1967.:
- 1971.:
- 1975.:
- 1979.:
- 1983.:
- 1987.:
- 1991.:

### Univerzijade
- 1961.:
- 1965.:
- 1967.:
- 1970.:
- 1973.:
- 1977.:
- 1979.:
- 1981.:
- Univ. 1983. –  bronca[1]

- Slavica Šuka, Snežana Božinović, Jelica Komnenović, Olivera Čangalović, Olivera Krivokapić, Stojna Vangelovska, Slađana Golić, Polona Dornik, Biljana Majstorović, Jasmina Perazić, Cvetana Dekleva, Marija Uzelac

- 1985.:
- Univ. 1987. –  zlato[2]

- Stojna Vangelovska, Andrea Nikolić, Jelica Komnenović, Olivera Krivokapić, Anđelija Arbutina, Danira Nakić, Slađana Golić, Polona Dornik, Razija Mujanović, Zagorka Počeković, Bojana Milošević

- 1991.:

## Bivše reprezentativke
- Marija Veger - Demšar
- Vera Đurašković - Čerečina